# Frank Willenborg
Frank Willenborg (* 10. Februar 1979) ist ein deutscher Fußballschiedsrichter. Seit der Saison 2016/17 wird er in der höchsten deutschen Liga, der Bundesliga, eingesetzt.

## Werdegang
Willenborg ist seit 2006 DFB-Schiedsrichter und pfeift für den SV Gehlenberg-Neuvrees im Landesverband Niedersachsen. Seit der Saison 2007/08 leitet er Spiele in der 2. Bundesliga, bis ihm 2016 der Aufstieg in die erste Bundesliga gelang. Zuvor war er bereits als Schiedsrichter-Assistent an der Seite von Florian Meyer unterwegs. Als Meyer wegen Erreichung der Altersgrenze des DFB als Schiedsrichter aus der Bundesliga ausschied, nahm Willenborg dessen Platz ein. Mit einem Alter von 37 Jahren war Willenborg zu diesem Zeitpunkt verhältnismäßig alt für einen Aufstieg in die erste Bundesliga. Sein Debüt in der ersten Liga gab er am 20. September 2016 im Spiel zwischen dem SV Darmstadt 98 und der TSG 1899 Hoffenheim (Endstand 1:1).
Anfang August 2025 wurde bekannt, dass Willenborg nach der Saison 2025/26 seine aktive Karriere beenden wird.

## Privates
Willenborg ist Realschullehrer und lebt mit seiner Frau und zwei Kindern in Osnabrück. Er stammt ursprünglich aus Friesoythe.